# 上站街道
上站街道，是中国山西省阳泉市城区下辖的一个乡级行政区单位。

## 行政区划
上站街道下辖以下地区：
油娄沟社区、窑坡社区、晋东社区、观象台社区、金三角社区、德胜街社区、市政府大院社区、小阳泉南社区和小阳泉北社区。